# 成瀬正恭

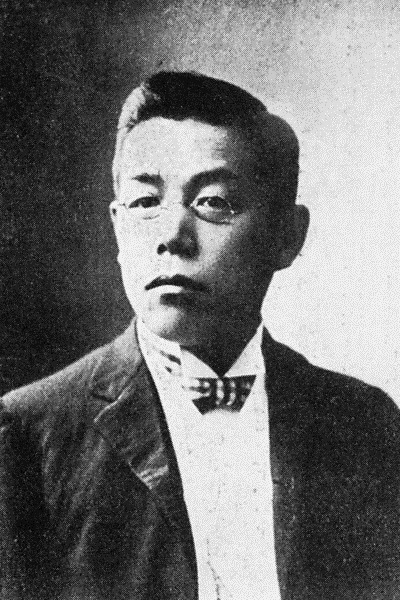
成瀬正恭

成瀬 正恭（なるせ まさやす、1868年7月10日（慶応4年5月21日） - 1938年（昭和13年）3月20日）は、日本の実業家・銀行家。学位は、LLM（Cornell Law School）。

## 経歴
- 香川県木田郡の豪農成瀬岩太郎の次男として生まれる[1]。実家は犬山藩主成瀬氏から分家した子孫。
- 1882年 上京[1]。父・岩太郎の紹介によって慶應義塾（後の慶應義塾大学）へ入り、経済・英語を学ぶ。
- 1885年 渡米[1]。
- 1885年～1887年 イリノイ州シカゴのブライアント・ストラットン商業学校 (Bryant and Stratton) 在学
- 1887年～1889年 ニューヨーク州イサカのコーネル大学法科在学（1889年 Bachelor of Laws (LLB)[2]）
- 1889年～1890年 同大学院在学（1890年 Master of Laws (LLM)[3]）
- 1890年 帰国[1]。
- 1891年 横浜正金銀行入社[1] 外国係
- 1895年 日本貿易銀行支配人[1]
- 1898年 十五銀行支配人

その後副頭取を経て、1915年から1919年頃に頭取を務めた。1927年昭和金融恐慌で十五銀行が事実上倒産した際には、松方巌同様に私財を投出して救済に尽力した。
社外職も多くこなしており、丁酉銀行頭取・国際信託会社長・神戸貿易銀行支配人・日本郵船取締役・国際汽船取締役・水戸鉄道取締役・慶應義塾評議員（第9期 - 第12期）等も兼任した。
なお、子爵とする文献があるが、『平成新修旧華族家系大成』下巻（霞会館華族家系大成編輯委員会編、社団法人霞会館、1996年、283頁）によれば、華族である成瀬家は本家の犬山藩主家のみであり、子爵とするのは誤り。

## 親族
- 父：成瀬岩太郎 香川県会議員
- 弟：成瀬正行 (1886-1944)盛興商会総帥、川崎造船所取締役・東邦電力取締役・旭石油取締役・千代田火災取締役 他。フランシス・ブリンクリーの死去後、その自邸の土地を購入し、1919年にジョサイヤ・コンドル設計で麻布の北条坂に自邸を竣工、1940年に堤康次郎に売却、総理大臣別邸として貸与され、「大東亜迎賓館」とも呼ばれたが、1944年に空襲で焼失した[10][11]。堤清二が1990年に跡地にセゾングループ迎賓館「米荘閣」を建設したが、2001年に売却され、現在高級マンション「ザ・ハウス南麻布」となっている[12][13]。
- 弟：成瀬正忠 白山水力社長・矢作水力社長
- 長男：成瀬正一 フランス文学者・九州大学教授
- 次男：成瀬正二 工学者・海軍少将

## 逸話
- 成瀬正恭の別荘が逗子に現存して残っている。その古い門は鹿鳴館から移築されたものであり、黒門と呼ばれている[14]。
- 趣味はビリヤードと囲碁。ビリヤードは相当の腕前であり、興じていた交詢社で右に出るものはいなかった[15]。

## 著書
- 『The Principles of the Law of Negligence』
- 『A Comparative Study of the Bill of Rights in the Constitution of Japan and America』
- 『本年の金融と其処置』
- 『海外為替要論』（ゴスシェン著／成瀬正恭訳述）